# Medi subaquàtic
El medi subaquàtic és la zona situada per sota de la superfície de l'aigua, sota qualsevol cos d'aigua, sigui natural o artificial. Hi ha moltes subdivisions, segons, entre d'altres, la presència o no de la llum, la profunditat, la salabror, la presència de vida. És un camp d'investigació científica divers: oceanografia, biologia i ecologia aquàtica, enginyeria i arqueologia subaquàtiques i la geofísica.
Com més profund s'endinsa sot l'aigua, més equipament i formació es necessita per explorar el medi subaquàtic, sigui per a raons esportives o científiques. Des d'una profunditat de més de quaranta metres només és accessible per a humans amb equipament especial. El busseig tècnic va fins a 60 a 100 metres. La pressió és el principal obstacle per vèncer. Fins ara (2025), el record de profunditat d'un ésser viu subaquàtic és el Pseudoliparis swirei filmat fins a 8076 metres sota l'aigua.
La vida a la Terra s'origina en el medi subaquàtic marí, sobretot en la zona fins a -200 metres. Sempré resta la regió ecològica més crítica per al manteniment de la vida i l'hàbitat natural de la majoria dels organismes vius.

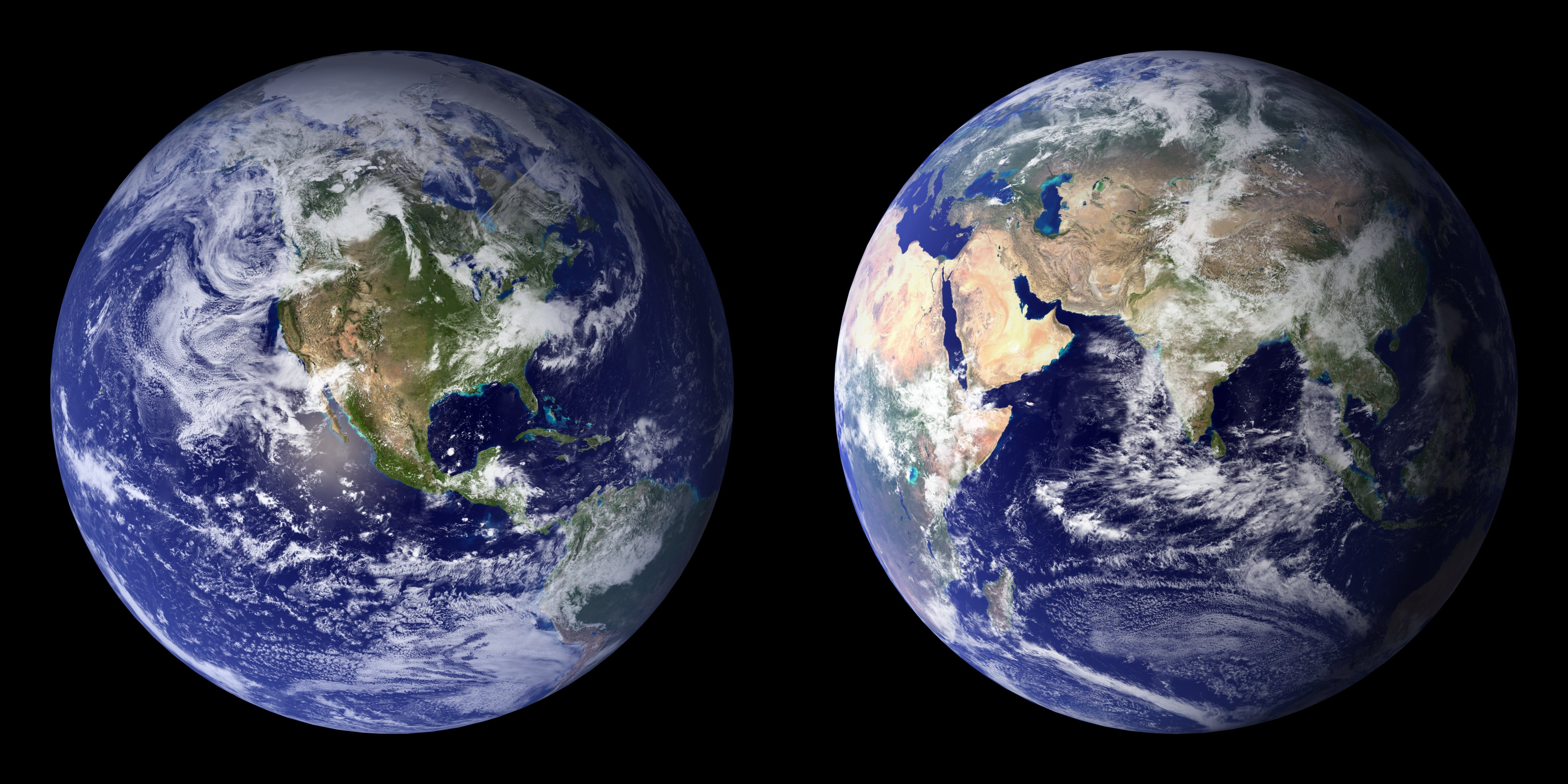
L'oceà mundial és la part més visible de la Terra des de l'espai

Les tres quartes parts del planeta Terra són subaquàtics. La part més grossa de la superfície sòlida del planeta és a la plana abissal, a una profunditat compresa entre 4.000 i 5.500 metres per sota de la superfície dels oceans. La posició sòlida de la superfície del planeta més propera al centre del geoide és el Challenger Deep, a la Mariana Trench a una profunditat de 10.924 metres. La superfície coberta per masses d'aigua dolça és molt més petita.

## Eines d'exploració subaquàtica
Pot ser mapada per sonar o més directament explorada a través de tripulats, operats remotament o autònoms submergibles. Els sòls oceànics s'estudien mitjançant sonar fins a una resolució tosca; les àrees particularment estratègiques s'han mapejat en detall per ajudar a navegar i detectar submarins.

## Galeria

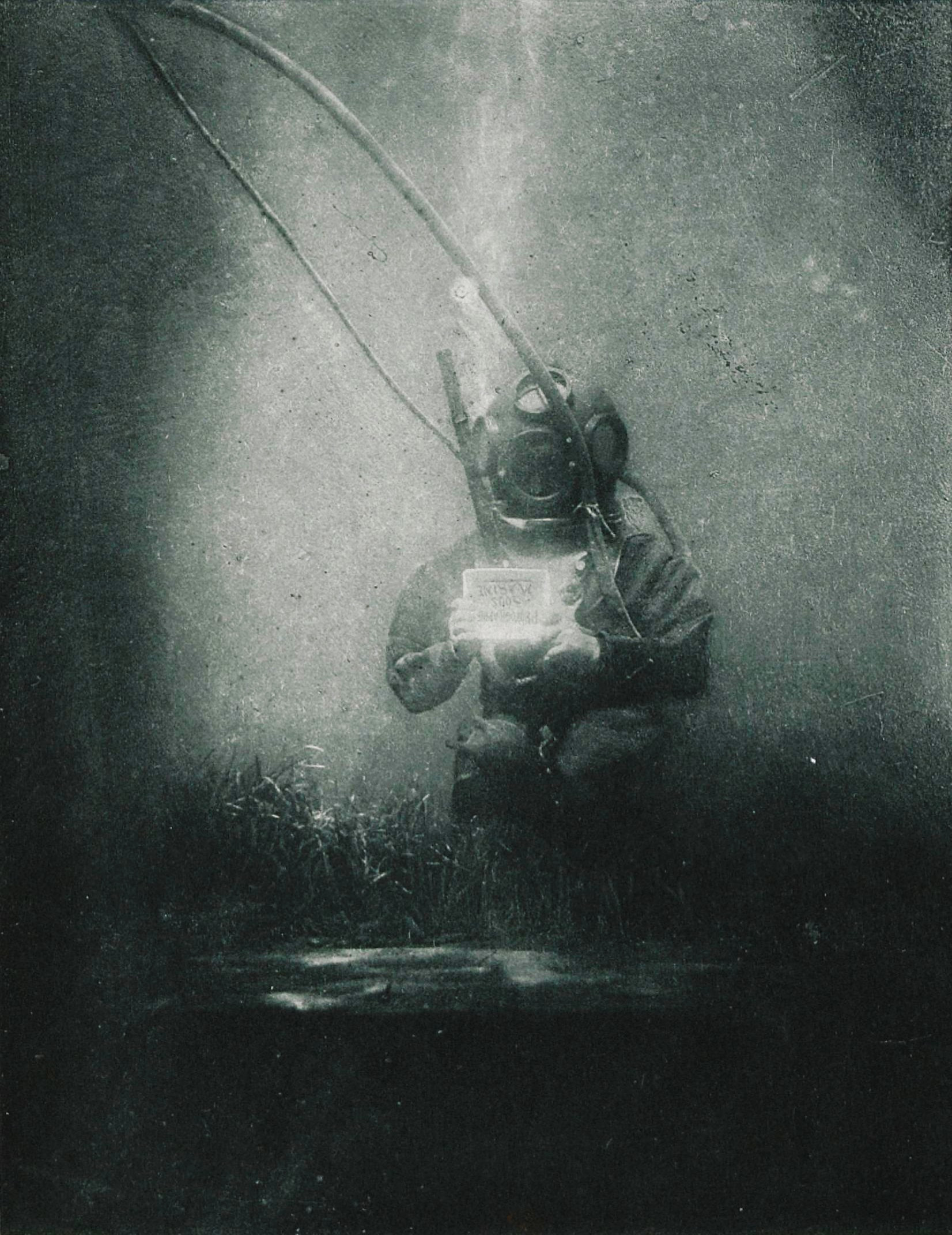
Submarinista Emil Racovitza sin 1899 per Louis Boutan a l'Observatori d'Oceanografia de Banyuls-sur-Mer, a França.
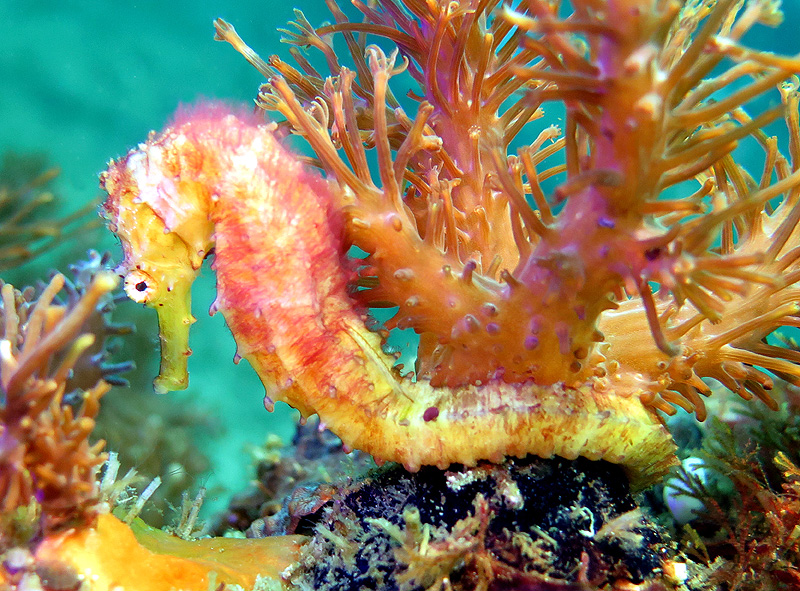
Macrofotografia subaquàtica d'un hippocampus.
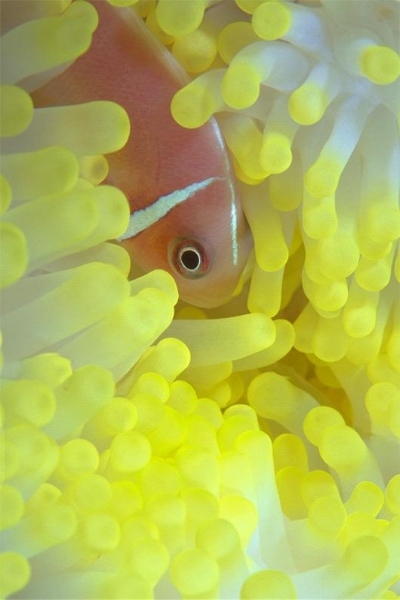
Macrofotografia subaquàtica d'un peix pallasso rosa protegint entre els tentacles d'una anemone.
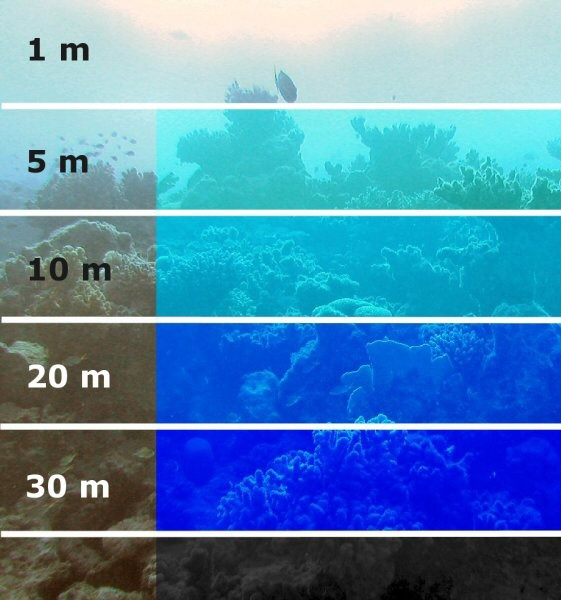
Disminució de la intensitat lluminosa per efecte de l'augment de profunditat.